# Casey's Shadow
Pour plus de détails, voir Fiche technique et Distribution.
Casey's Shadow est un film américain réalisé par Martin Ritt, sorti en 1978. C'est l'adaptation de la nouvelle Ruidoso publié en 1974 par John McPhee.

## Fiche technique
- Titre français : Casey's Shadow
- Réalisation : Martin Ritt
- Scénario : Carol Sobieski d'après la nouvelle de John McPhee
- Pays d'origine : États-Unis
- Format : Couleurs - 35 mm - 2,35:1 - Mono
- Genre : drame
- Durée : 117 minutes
- Date de sortie : 1978

## Distribution
- Walter Matthau : Lloyd Bourdelle
- Alexis Smith : Sarah Blue
- Robert Webber : Mike Marsh
- Murray Hamilton : Tom Patterson
- Andrew Rubin : Buddy Bourdelle
- Steve Burns : Randy Bourdelle
- Susan Myers : Kelly Marsh
- Michael Hershewe : Casey Bourdelle
- Harry Caesar : Calvin Lebec
- Joel Fluellen : Jimmy Judson
- Whit Bissell : docteur Williamson
- James M. Halty : Donovan
- William Pitt : docteur Pitt